# La Bonne Étoile (film, 2025)
Pour les articles homonymes, voir  La Bonne Étoile.
Pour plus de détails, voir Fiche technique et Distribution.
La Bonne Étoile est un film français réalisé par Pascal Elbé et dont la sortie est prévue en 2025.

## Synopsis
En 1940, en France, Jean Chevalin vit avec sa famille dans une grande précarité après avoir déserté l'armée. Convaincu que certains s'en sortent mieux, il décide de se faire passer pour juif afin de bénéficier de l'aide des passeurs et atteindre la zone libre. Ce stratagème va conduire sa famille dans un périple qui déconstruira peu à peu ses préjugés.

## Fiche technique
Sauf indication contraire, les informations mentionnées dans cette section peuvent être confirmées par les bases de données cinématographiques IMDb, Allociné et Unifrance,  présentes dans la section « Liens externes ».
- Titre original : La Bonne Étoile
- Titre de travail : L'Idéaliste[4],[5],[6]
- Réalisation et scénario : Pascal Elbé[1]
- Décors : Jean-Marc Tran Tan Ba
- Photographie : Gilles Henry[1]
- Production : Yann Zenou[2]
  - Coproduction : Alexis Cohen, Pascal Elbé (Père et Films) et Nicolas Duval-Adassovsky (ADNP)[1]
- Sociétés de production : Quad Films[2], en coproduction avec ADNP, France 3 Cinéma et Père et Films[1]
- Société de distribution : UGC Distribution[2]
- Budget : 6 702 185 €[7]
- Pays de production :  France
- Langue originale : français
- Format : couleur
- Genre : comédie dramatique[2]
- Date de sortie : 
  - France : 12 novembre 2025[8] Date sujette à modification

## Distribution
- Benoît Poelvoorde : Jean Chevalin[3]
- Audrey Lamy[3]
- Pascal Elbé[3]
- Zabou Breitman[9]
- Patrick Mille[10]
- Hugo Becker
- Emilie Gavois-khan
- David Talbot[1]
- Vivien Gottwald : Le douanier français
- Loïc Guingand
- Sullivan Da Silva

## Production

### Développement
En mars 2024, la société Quad Films, recherche deux petits garçons pour incarner les enfants protagonistes, aux côtés de Benoît Poelvoorde et Audrey Lamy dans les rôles principaux, pour le quatrième long métrage L'Idéaliste de Pascal Elbé, en tant que réalisateur et acteur, et, en avril, des figurants adolescents. Le tournage est déjà prévu entre début juin et fin juillet, dans le Grand Est. En juin, le titre change : La Bonne Étoile.
Le scénario est écrit par Pascal Elbé. Le film est produit par Yann Zenou pour la société Quad Films, et coproduit par France 3 Cinéma, ADNP (Nicolas Duval-Adassovsky) et Père et Films (Alexis Cohen et Pascal Elbé).

### Attribution des rôles
En plus Benoît Poelvoorde, Audrey Lamy et Zabou Breitman, en ajoutant Pascal Elbé, d'autres acteurs participent au film : Josiane Balasko est aperçue sur le lieu du tournage, début juin 2024, à Plombières-les-Bains, ainsi que Patrick Mille, Hugo Becker et Elsa Zylberstein. Le 12 juillet, David Talbot est également mentionné.

### Tournage
Le tournage débute le 5 juin 2024 à Plombières-les-Bains,, dans les Vosges, puis Fontenoy-le-Château et d'autres communes telles que Liverdun (Meurthe-et-Moselle), Épinal, Rambervillers, La Vôge-les-Bains et Nossoncourt pour le château de Villé. Les prises de vues prennent fin le 29 juillet au Barcarès (Pyrénées-Orientales) pour servir le paquebot Lydia.

## Accueil

### Sortie
La Bonne Étoile devrait être distribué en 2025 par UGC Distribution,.